# Шизофренија
Шизофренија или схизофренија је ментални поремећај који се карактерише понављајућим епизодама психозе које су повезане с општом погрешном перцепцијом стварности. Други уобичајени знаци укључују халуцинације (обично аудиторне), делузије (тј. параноју), неорганизовано размишљање, социјално повлачење и равни афект. Симптоми се развијају постепено, обично почињу у младости и никада се не решавају. Не постоји објективни дијагностички тест; дијагноза се заснива на уоченом понашању, психијатријској историји која укључује пријављена искуства особе и извештајима других који су упознати са особом. За дијагнозу шизофреније, описани симптоми морају бити присутни најмање шест месеци (према DSM-5) или месец дана (према ICD-11). Многи људи са шизофренијом имају друге менталне поремећаје, посебно поремећаји употребе супстанци, депресивне поремећаје, анксиозне поремећаје и опсесивно-компулзивни поремећај.
Око 0,3% до 0,7% људи има дијагнозу шизофреније током свог живота. Процењује се да је 2017. било 1,1 милион нових случајева, а 2022. укупно 24 милиона случајева широм света. Мушкарци су чешће погођени и у просеку имају ранији почетак од жена. Узроци шизофреније могу укључивати генетске факторе и факторе животне средине. Генетски фактори укључују разне уобичајене и ретке генетске варијанте. Могући фактори животне средине укључују одгајање у граду, невоље у детињству, употребу канабиса током адолесценције, инфекције, старост мајке или оца и лошу исхрану током трудноће.
Отприлике половина оних са дијагнозом шизофреније имаће значајно побољшање током дужег периода без даљих рецидива, а мали део њих ће се потпуно опоравити. Друга половина ће имати доживотно оштећење. У тешким случајевима, људи могу бити примљени у болнице. Друштвени проблеми као што су дуготрајна незапосленост, сиромаштво, бескућништво, експлоатација и виктимизација су обично повезани са шизофренијом. У поређењу са општом популацијом, људи са шизофренијом имају већу стопу самоубистава (око 5% укупно) и више физичких здравствених проблема, што доводи до просечног смањења очекиваног животног века за 20 до 28 година. У 2015. години, процењено је да је 17.000 смртних случајева било повезано са шизофренијом.
Основа лечења су антипсихотици, заједно са саветовањем, обуком за посао и социјалном рехабилитацијом. До трећине људи не реагује на почетне антипсихотике, у ком случају се може користити клозапин. У мрежној компаративној метаанализи 15 антипсихотика, клозапин је био значајно ефикаснији од свих других лекова, иако изразито мултимодално дејство клозапина може изазвати више нежељених ефеката. У ситуацијама када лекари процене да постоји ризик од повреде себе или других, могу да наметну кратку принудну хоспитализацију. Дуготрајна хоспитализација се користи код малог броја људи са тешком шизофренијом. У неким земљама у којима су услуге подршке ограничене или недоступне, дугорочни боравак у болници је чешћи.

## Знаци и симптоми
Шизофренија је ментални поремећај који карактеришу значајне промене у перцепцији, мислима, расположењу и понашању. Симптоми су описани у смислу позитивних, негативних и когнитивних симптома. Позитивни симптоми шизофреније су исти за било коју психозу и понекад се називају психотичним симптомима. Они могу бити присутни у било којој од различитих психоза и често су пролазне, што чини рану дијагнозу шизофреније проблематичном. Психоза која је први пут забележена код особе којој је касније дијагностикована сизофренија се назива психоза прве епизоде (ФЕП).

### Позитивни симптоми
Позитивни симптоми су они симптоми који се иначе не доживљавају, али су присутни код људи током психотичне епизоде шизофреније. Они укључују делузије, халуцинације и неорганизоване мисли и говор, који се обично сматрају манифестацијама психозе. Халуцинације се јављају у неком тренутку живота 80% оних са шизофренијом и најчешће укључују чуло слуха (најчешће чују гласове), али понекад могу укључити било које од других чула, укуса, вида, мириса и додира. Учесталост халуцинација које укључују више чула је двоструко већа од оних које укључују само једно чуло. Они су такође типично повезани са садржајем обмане.
Делузије или заблуде, су по својој природи бизарне или прогањајуће. Дисторзије самоперцепције као што је осећај да други могу да чују њихове мисли или да се мисли убацују у њихов ум, понекад се називају феноменом пасивности, такође су уобичајене. Поремећаји мисли могу укључивати блокирање мисли и неорганизован говор. Позитивни симптоми генерално добро реагују на лекове и постају смањени током болести, што је можда повезано са падом активности допамина у вези са годинама.

### Негативни симптоми
Негативни симптоми су дефицити нормалних емоционалних реакција или других мисаоних процеса. Пет признатих домена негативних симптома су: отупљени афект – показивање равних израза (монотоност) или мало емоција; алогија – сиромаштво говора; анхедонија - немогућност осећања задовољства; асоцијалност – недостатак жеље за успостављањем веза, и аволиција – недостатак мотивације и апатије. Аволиција и анхедонија се виде као мотивациони дефицити који настају услед нарушеног процеса награђивања. Награда је главни покретач мотивације и то је углавном посредовано допамином. Претпоставља се да су негативни симптоми вишедимензионални и да су категорисани у два поддомена апатије или недостатка мотивације и смањеног изражавања. Апатија укључује аволицију, анхедонију и социјално повлачење; смањена експресија укључује тупи афект и алогију. Понекад се смањено изражавање третира и као вербално и као невербално.
Апатија чини око 50 процената најчешће откривених негативних симптома и утиче на функционални исход и каснији квалитет живота. Апатија је повезана са поремећеном когнитивном обрадом која утиче на памћење и планирање, укључујући понашање усмерено ка циљу. Ова два поддомена сугеришу потребу за одвојеним приступима третману. Недостатак узнемирености је још један примећен негативан симптом. Често се прави разлика између оних негативних симптома који су инхерентни шизофренији, који се називају примарним; и они који су резултат позитивних симптома, нежељених ефеката антипсихотика, поремећаја употребе супстанци и социјалне депривације – који се називају секундарно негативни симптоми. Негативни симптоми мање реагују на лекове и најтеже се лече. Међутим, ако се правилно процене, секундарни негативни симптоми су подложни лечењу.
Скале за специфичну процену присуства негативних симптома, као и за мерење њихове тежине и њихових промена уведене су од ранијих скала као што је PANNS која се бави свим врстама симптома. Ове скале су Интервју за клиничку процену негативних симптома (CAINS) и Кратка скала негативних симптома (BNSS) позната и као скале друге генерације. У 2020. години, десет година након његовог увођења, међукултурална студија о употреби BNSS-а пронашла је валидне и поуздане психометријске доказе за његову структуру од пет домена међукултурално. BNSS може проценити и присуство и озбиљност негативних симптома пет признатих домена и додатну ставку смањеног нормалног стреса. Коришћен је за мерење промена негативних симптома у испитивањима психосоцијалних и фармаколошких интервенција.

### Когнитивни симптоми
Процењује се да 70% оних са шизофренијом има когнитивне дефиците, а они су најизраженији код раних и касних болести. Они су често евидентни много пре почетка болести у продромалној фази, и могу бити присутни у детињству или раној адолесценцији. Они су основна карактеристика, али се не сматрају основним симптомима, као што су позитивни и негативни симптоми. Међутим, њихово присуство и степен дисфункције узимају се као бољи показатељ функционалности него представљање основних симптома. Когнитивни дефицити се погоршавају у првој епизоди психозе, али се онда враћају на почетну вредност и остају прилично стабилни током болести.
Сматра се да дефицити у спознаји изазивају негативан психосоцијални исход код шизофреније, а за њих се тврди да се изједначава са могућим смањењем коефицијента интелигенције са норме од 100 на 70–85. Когнитивни дефицити могу бити неурокогницијске (несоцијалне) или социјалне когниције. Неурокогниција је способност примања и памћења информација и укључује вербалну течност, памћење, резоновање, решавање проблема, брзину обраде и слушну и визуелну перцепцију. Вербално памћење и пажња су највише погођени. Оштећење вербалног памћења повезано је са смањеним нивоом семантичке обраде (у вези са значењем речи). Још једно оштећење памћења је епизодично памћење. Оштећење визуелне перцепције које се стално налази код шизофреније је визуелно маскирање уназад. Оштећења визуелне обраде укључују неспособност да се перципирају сложене визуелне илузије. Социјална спознаја се бави менталним операцијама потребним за тумачење и разумевање себе и других у друштвеном свету. Ово је такође повезано оштећење, а перцепција емоција на лицу често је тешка. Перцепција лица је критична за обичну друштвену интеракцију. Когнитивна оштећења обично не реагују на антипсихотике, а постоји низ интервенција које се користе у покушају да се побољшају; когнитивна ремедијациона терапија је од посебне помоћи.
Неуролошки меки знаци неспретности и губитка финих моторичких покрета се често налазе код шизофреније, који се могу повући ефикасним лечењем ФЕП-а.

### Време појаве
Почетак шизофреније се обично јавља између касних тинејџерских и раних 30-их, при чему се врхунац инциденције јавља код мушкараца у раним до средином двадесетих, а код жена у касним двадесетим. Почетак пре 17. године познат је као рани почетак, а пре 13. године, што се понекад може десити, познат је као дечја шизофренија или веома рани почетак. Почетак се може јавити између 40. и 60. године и познат је као шизофренија са касним почетком. Почетак преко 60 година, који може бити тешко разликовати као шизофренија, познат је као психоза слична шизофренији са веома касним почетком. Касни почетак је показао да је већи проценат оболелих жена; имају мање тешке симптоме и потребне су им ниже дозе антипсихотика. Касније се утврдило да је тенденција ранијег почетка код мушкараца уравнотежена повећањем развоја код жена у постменопаузи. Естроген произведен пре менопаузе има пригушујући ефекат на допаминске рецепторе, али његова заштита може бити надјачана генетским преоптерећењем. Дошло је до драматичног повећања броја старијих особа са шизофренијом.
Почетак се може десити изненада или се може јавити након спорог и постепеног развоја бројних знакова и симптома, периода познатог као продромални стадијум. До 75% оних са шизофренијом пролази кроз продромалну фазу. Негативни и когнитивни симптоми у продромном стадијуму могу претходити ФЕП-у (психоза прве епизоде) много месеци и до пет година. Период од ФЕП-а и лечења је познат као трајање нелечене психозе (ДУП) за коју се сматра да је фактор функционалног исхода. Продромални стадијум је стадијум високог ризика за развој психозе. Пошто напредовање до прве епизоде психозе није неизбежно, често се преферира алтернативни термин за ризично ментално стање. Когнитивна дисфункција у раном узрасту утиче на уобичајени когнитивни развој младе особе. Препознавање и рана интервенција у продромалној фази би минимизирали повезане поремећаје образовног и друштвеног развоја и били су у фокусу многих студија.

### Шнајдерова класификација
У раном 20. веку, психијатар Курт Шнајдер је саставио листу облика психотичних симптома за које је сматрао да издвајају шизофренију од осталих психотичних поремећаја. Ови симптоми се називају симптоми првог ранга или Шнајдерови симптоми првог ранга. Они обухватају илузије да их контролише нека спољашња сила; веровање да се мисли убацују у човекову свест, односно извлаче из ње; веровање да се наше мисли одашиљу другим људима ; и опседнутост халуциногеним гласовима који коментаришу нечије мисли или активности или који разговарају са другим халуциногеним гласовима. Иако су значајно допринели усвајању данашњих дијагностичких критеријума, специфичност симптома првог ранга је ипак доведена у питање. Прегледом дијагностичких истраживања изведених између 1970. и 2005. године је закључено да она, нити потврђују, нити побијају Шнајдерове тврдње, па се предлаже да их, у будућим ревизијама система успостављања дијагнозе, треба поново нагласити.

## Узроци
Комбинација генетике и фактора окружења утиче на развој шизофреније. Људи који су у породици имали шизофренију, а који пате од пролазне или ограничавајуће психозе, имају 20–40% изгледа да им се после годину дана дијагностикује шизофренија.

### Генетско наслеђе
Процене наслеђа варирају због тешкоће у раздвајању генетских фактора од фактора окружења. Највећи ризик од развоја шизофреније је код особа чији је најближи крвни сродник оболео од те болести (ризик је 6,5%); више од 40% једнојајачних близанаца са шизофренијом је такође погођено. Вероватно је да су многи гени укључени, сваки са малим утицајем и са непознатим преносом и испољавањем. Предлагани су многи могући кандидати, укључујући специфичне варијације броја копирања, NOTCH4, и локуси хистонског протеина. Бројне асоцијације комплетног генома, као што је протеин цинковог прста 804А, су такође довођене у везу. Изгледа да постоји значајно преклапање генетике шизофреније и биполарног поремећаја.
Претпостављајући наследну основу, питање са еволутивно психолошког гледишта је зашто су гени који повећавају ризик од настанка психозе еволуирали, мада се еволуционо гледано ствара стање неприлагођености. По једној теорији сматра се да су ти гени укључени у развој говора и људске природе, али су, до данас, те идеје остале на нивоу који је незнатно виши од теорије.

### Окружење
Фактори окружења везани за развој шизофреније обухватају животну средину, коришћење дроге и пренаталне стресове. Понашање родитеља изгледа нема велики утицај, мада људи, који имају подршку родитеља, боље пролазе од оних који имају родитеље који су према њима критички или непријатељски настројени. Утврђено је са доследношћу да живот у урбаној средини током детињства или у зрелом добу, повећава ризик од шизофреније за фактор два, чак и ако се узму у обзир коришћење лекова/дроге, етничка група, и величина етничке групе. Други фактори који играју важну улогу су социјална изолација и имиграција везана за социјалне недаће, расну дискриминацију, нефункционалност породице, незапосленост и лоше услове становања.

#### Злоупотреба супстанци
Бројни наркотици се повезује са развојем шизофреније, укључујући канабис, кокаин, и амфетамине. Око 50% оних који имају шизофренију у великој мери користи дроге и/или алкохол. Улога канабиса би могла да буде узрок, али друге дроге се користе само као механизам за борбу против депресије, анксиозности, досаде и усамљености.
Канабис је повезан са повећањем ризика од развоја психотичног поремећаја у зависности од дозе при чему је учестала употреба у корелацији са двоструко већим ризиком за развој психозе и шизофреније. Мада је по многима употреба канабиса прихваћена као узрочник који доприноси развоју шизофреније, ово и даље остаје спорно питање. Амфетамин, кокаин и у мањој мери алкохол, могу да доведу до психозе која се испољава веома слично шизофренији. Мада се генерално не сматра узрочником болести, људи са шизофренијом користе никотин у много већој мери од остатка становништва.

#### Развојни фактори
Фактори као што су хипоксија и инфекција, или стрес и потхрањеност код мајке током феталног развоја, могу да доведу до незнатног повећања ризика од шизофреније током каснијег живота. Постоји већа вероватноћа да су људи са дијагнозом шизофреније рођени у зиму или пролеће (барем у области северне хемисфере), што може бити последица повећаног степена изложености вирусима in utero (лат. in utero = у материци). Ова разлика износи око 5 до 8%.

## Механизми
Начињен је низ покушаја да се да објашњење везе између измењене мождане функције и шизофреније. Једно од најзаступљенијих објашњења је допаминска хипотеза, која психозу приписује погрешној интерпретацији ума затајивања допаминергичких неурона.

### Психолошки
Многи психолошки механизми су умешани у развој и одржавање шизофреније. Когнитивне пристрасности су препознате код особа са овом дијагнозом или код којих постоји ризик, посебно када су под стресом или у збуњујућој ситуацији. Неке когнитивне карактеристике могу одражавати општи неурокогнитивни дефицит као што је губитак меморије, док друге могу бити у вези са специфичним проблемима и искуствима.
Упркос испољавања отупљености афекта, недавна сазнања указују на то да су многи појединци са дијагнозом шизофреније способни да дају емоционални одговор, посебно на стресне или негативне стимулације, а таква осетљивост може узроковати подложност симптомима или поремећајима. Неки докази указују на то да садржај заблуда и психотичних искустава може одражавати емоционалне узрочнике поремећаја, а начин на који особа тумачи таква искуства може утицати на симптоматологију. Примена „безбедног понашања” да би се избегле замишљене претње може допринети настанку хроничног облика заблуде. Даљи докази о улози психолошких механизама потичу од ефеката психотерапије на симптоме шизофреније.

### Неуролошки
Шизофренија је повезана са једва суптилним разликама у структурама мозга, што је пронађено у 40 до 50% случајева, као и у хемијским супстанцама мозга током акутних психотичних стања. Студије које су користиле неуропсихолошке тестове и технике снимања мозга, као што су fMRI и PET за испитивање функционалних разлика у можданој активности, показале су да се разлике најчешће јављају у чеоном режњу, хипокампусу и слепоочном режњу. Због промена у нервним импулсима, предложено је да о шизофренији треба размишљати као о скупу неуроразвојних поремећаја.
Посебна пажња се посвећује дејству допамина у области мезолимбичког пута мозга. Највећим делом ово је постало средиште пажње као резултат случајног открића да фенотиазински лекови, који блокирају дејство допамина, могу да смање психотичне симптоме. Ово такође подржава и чињеница да амфетамини, који изазивају отпуштање допамина, могу егзацербирати психотичне симптоме код шизофреније. Утицајна допаминска хипотеза о шизофренији предложила је да је прекомерно активирање Д2 рецептора узрок (позитивних симптома) шизофреније. Иако је ова поставка сматрана истинитом око 20 година, засновано на ефекту блокаде D2 рецептора заједничком за све антипсихотике, тек средином 1990-их су истраживања на бази PET и SPET снимања пружила доказе који су то подржали. Данас се допаминска хипотеза сматра поједностављеном, делимично због тога што новији антипсихотични лекови (лек атипични антипсихотик) могу бити подједнако ефикасни као и старији лекови (лек типичан антипсихотик), али такође утичу и на функцију серотонина, па могу имати нешто слабије дејство на блокаду допамина.
Интересовање је такође усмерено и на неуротрансмитер глутамат и смањену функцију НМДА глутаматских рецептора код шизофреније, највећим делом због абнормално ниских нивоа глутаматних рецептора пронађених пост мортем у мозговима особа са дијагнозом шизофреније, као и због открића да лекови који блокирају глутамат, као што су фенциклидин и кетамин, могу да опонашају симптоме и когнитивне проблеме повезане са овим стањем. Смањена фунција глутамата се повезује са слабијим резултатом на тестовима који захтевају функцију фронталног дела мозга и хипокампуса, а глутамат може да утиче на допаминску функцију, при чему су оба повезана са шизофренијом, што указује на значајну посредничку (а вероватно и узрочну) улогу глутаматских путева код овог стања. Међутим, код позитивних симптома није дошло до одговора при примени глутаматергичних лекова.

## Дијагноза
Дијагноза шизофреније се поставља на основу критеријума или из „Дијагностичког и статистичког приручника за менталне поремећаје”, верзија DSM-IV-TR, Америчког психијатријског удружења или из Међународне статистичке класификације болести и сродних здравствених проблема, MKB-10, Светске здравствене организације. Ови критеријуми користе лична сведочанства пацијената и пријављене абнормалности у понашању, које прати клиничка процена коју даје стручњак из области менталног здравља. Симптоми који су повезани са шизофренијом се јављају код популације у континуитету и морају да достигну одређену озбиљност пре него што се постави дијагноза. Закључно са 2009. годином није постојао објективни тест.

### Критеријуми
Примена критеријума МКБ-10 је уобичајена у европским земљама, док се критеријуми ДСМ-ИВ-ТР примењују у Сједињеним Државама и у остатку света и преовлађујући су у оквиру истраживачких студија. Критеријуми МКБ-10 већи акценат стављају на Шнајдерове симптоме првог реда. У пракси, велика је подударност између ова два система.
На основу четвртог ревидираног издања „Дијагностичког и статистичког приручника за менталне поремећаје (DSM-IV-TR), да би се поставила дијагноза шизофреније, морају бити задовољена три дијагностичка критеријума:
1. Карактеристични симптоми: Два или више од следећег, где је сваки од њих присутан већином времена током периода од једног месеца (или мање, уколико је дошло до ремисије симптома уз лечење).
  - Сумануте идеје
  - Халуцинације
  - Дезорганизовани говор, као манифестација формалног поремећаја мишљења
  - Изузетно дезорганизовано понашање (нпр. неодговарајуће облачење, често плакање) или кататонично понашање
  - Негативни симптоми: Отупљеност афекта (помањкање или редуковани емоционални одговор), алогија (помањкање или редуковани говор) или аволиција (помањкање или редукована мотивација)

Ако се процени да су сумануте идеје бизарне, или се халуцинација састоји од једног гласа који непрекидно учествује у коментарисању пацијентових поступака или пацијент чује два или више гласова који међусобно разговарају, то је довољно за постављање дијагнозе. Дезорганизовани говор, као критеријум, задовољен је само онда када је изражен у толикој мери да знатно нарушава комуникацију.
2. Социјална или професионална дисфункционалност: Током значајног периода времена од појаве поремећаја једно или више главних области функционисања, као што су посао, међуљудски односи или брига о себи, приметно су испод нивоа функционисања који је постојао пре почетка поремећаја.
3. Значајно трајање: Непрекидни знаци поремећаја који постоје најмање шест месеци. У оквиру овог шестомесечног периода мора бити барем један месец са присуством симптома (или краће, уколико је дошло до ремисије симптома уз лечење).

Ако су знаци поремећаја присутни више од месец дана, али мање од шест месеци, користи се дијагноза шизофрени формни поремећај. Психотични симптоми који трају мање од месец дана могу се дијагностиковати као кратки психотични поремећај, а различита стања се могу класификовати као психотични поремећај који није другачије одређен. Дијагноза шизофреније се не може поставити у случају када су у знатној мери присутни симптоми поремећаја расположења (мада се може дијагностиковати шизоафективни поремећај), или у случају да су присутни симптоми первазивног развојног поремећаја, осим ако су такође присутне и приметне сумануте идеје или халуцинације, или су симптоми директан физиолошки резултат неког општег здравственог поремећаја (болести) или супстанце, као што је злоупотреба дроге или медикамената.

### Подтипови
ДСМ-ИВ-ТР садржи пет подкласификација шизофреније, мада аутори нове верзије ДСП-5 препоручују да се они изоставе из нове класификације:
- Параноидни тип: Присутне су сумануте идеје или слушне халуцинације, али нема поремећаја мишљења, дезорганизованог понашања или једнообразног афекта. Сумануте идеје су типа прогањања односно величине, али поред овога могу бити присутни и други садржаји, као што су љубомора, религиозност или соматизација. (ДСП шифра 295.3/МКБ шифра Ф20.0)
- Дезорганизовани тип: Названа је „Хебефрена шизофренија у МКБ-у. Истовремено су присутни поремећај мишљења и заравњени афекат. (ДСП шифра 295.1/МКБ шифра Ф20.1)
- Кататони тип: Оболела особа може бити потпуно непокретна или испољава узнемирене бесмислене покрете. Међу симптомима се могу јавити и кататони ступор и воштана флексибилност. (ДСМ шифра 295.2/МКБ шифра Ф20.2)
- Недиференцирани тип: Присутни су психотични симптоми, међутим, нису задовољени критеријуми за сврставање болести у параноидни, дезорганизовани или кататони тип. (ДСП шифра 295.9/МКБ шифра Ф20.3)
- Резидуални тип: Где су позитивни симптоми присутни, али само у слабијем интензитету. (ДСП шифра 295.6/МКБ шифра Ф20.5) ИЦД-10 дефинише два додатна подтипа:[77]
- Пост-шизофрена депресија: депресивна епизода настала у периоду након шизофрене болести где неки шизофрени симптоми могу још увек бити присутни. (МКБ шифра Ф20.4)
- Једноставна шизофренија: Подмукао и прогресиван развој истакнутих негативних симптома без историје психотичних епизода. (МКБ шифра Ф20.6)

### Диференцијална слика
Психотични симптоми могу бити присутни код неколико других менталних поремећаја, укључујући биполарни поремећај, гранични биполарни поремећај, интоксикацију и психозе изазване лековима. Заблуде („не-бизарне") су такође присутне код делузионих поремећаја, и код социјалне повучености анксиозног социјалног поремећаја, поремећаја избегавања личности и шизотипног поремећаја личности. шизофренија је у коморбидитету са опсесивно-компулсивним поремећајем (ОЦД) значајно чешће него што се може објаснити само пуком шансом, иако је тешко разликовати опсесије које се јављају код ОЦД-а од шизофрених заблуда. Детаљнији општи здравствени и неуролошки преглед може бити потребан да би се искључиле медицинске болести које могу ретко изазвати симптоме сличне психотичним шизофреним симптомима, као што су металобички поремећај, системска нфекција, сифилис, ХИВ инфекција, епилепсија, и мождане лезије. Можда ће бити потребно да се искључи делиријум, који се мже разликовати по визуелним халуцинацијама, акутним почетку и променљивим нивоом свести, и указује на основну медицинску болест. Претраге се обично не понављају за рецидиве уколико не постоји специфична „медицинска” индикација или могући нежељени ефекти од антипсихотичких лекова.

## Превенција
Тренутно, докази за ефикасност раних интервенција у спречавању шизофреније су неубедљиви. Иако постоје неки докази да ране интервенције код оних са психотичним епизодама могу побољшати краткорочне резултате, мало је користи од тих мера након пет година. Покушај да се спречи шизофренија у продромалној фази је од неизвесне користи и због тога се не препоручује од 2009. године. Пошто не постоје поуздани маркери за каснији развој болести, превенција је тешка. Међутим, неки случајеви појаве шизофреније се могу одложити или можда спречити тако што ће се обесхрабривати коришћење канабиса, посебно међу младима. Појединци са породичном историјом шизофреније могу бити више подложни психозама узрокованим канабисом. Такође, у једној студији је откривено да су психотични поремећаји, узроковани употребом канабиса, праћени развојем сталних психотичних стања у отприлике половини случајева. Теоретска истраживања настављају се у правцу стратегија које би могле да смање инциденцу шизофреније. Један приступ покушава да схвати шта се догађа на генетском и неуролошком нивоу, тако да се могу развити биомедицинске интервенције. Међутим, вишеструки и разноврсни генетски ефекти сваки помало, у контакту са окружењем, чине то тешким. Алтернативно, стратегије јавног здравља би се могле селективно усмерити ка социјално-економским факторима који се повезују са већим процентима појаве шизофреније међу одређеним групама, на пример у односу на имиграцију, етничку припадност или сиромаштво. Стратегије које су усмерене на целу популацију би могле промовисати услуге како би осигурале безбедну трудноћу и здрав развој, укључујући области психолошког развоја као што је социјална когниција. Међутим, не постоји довољно доказа да се тренутно примењују такве идеје, а многа ширих питања нису специфична за шизофренију.

## Контрола
Примарно лечење шизофреније укључује антипсихотике, често у комбинацији са психолошком и социјалном подршком. Хоспитализација се може применити код тешких епизода или добровољно или (ако ментално здравствено законодавство то дозвољава) присилно. Дуготрајна хоспитализација је неуобичајена, од деинституционализације с почетка 1950-их, иако се још увек јавља. Подршка заједнице, укључујући центре за свраћање, посете чланова тима за ментално здравље заједнице, тима за запошљавање и група за подршку, је честа. Неки докази упућују у на то да редовно вежбање има позитиван ефекат како на физичко, тако и на психичко здравље оних са шизофренијом.

### Лечење
Прва линија психијатријског лечења код шизофреније је антипсихотични лек, који може да смањи позитивне симптоме психозе за око 7-14 дана. Антипсихотици, међутим не успевају да битно смање негативне симптоме и когнитивну дисфункцију. Дуготрајна употреба смањује ризик од рецидива.
Избор који антипсихотик да се употреби се заснива на предностима, ризицима и трошковима. Дискутабилно је да ли су, као класа, типични или атипични антипсихотици бољи. Оба имају једнак ниво осипања и рецидив симпома када се користе типично у ниским до умереним дозама. Постоји добар одговор код 40-50%, парцијални одговор код 30-40%, и отпорност на лечење (неуспех симптома да одговоре на задовољавајући начин после шест недеља код два или три различита антипсихотика) код 20% људи. Клозапин је ефикасан лек за оне који слабо реагују на друге лекове, али има потенцијалне озбиљне нуспојаве агранулоцитозе (смањен број белих крвних зрнаца) код 1–4%.
У погледу нежељених ефеката, типични антипсихотици су повезани са већом стопом екстрапирамидалних нежељених ефеката, док су атипични повезани са значајним добијањем телесне тежине, дијабетесом и ризиком од метаболичког синдрома. Док атипични имају мање екстрапирамидних нежељених ефеката, ове разлике су скромне. Неки атипични антипсихотици, као што су кветијапин и рисперидон се доводе у везу са већим ризиком од смрти у поређењу са типичним антипсихотицима перфеназин, док је клозапин повезан са мањим ризиком од смрти. Остаје нејасно да ли новији антипсихотици смањују шансе за развој неуролептичог малигног синдрома, ретког али озбиљног неуролошког поремећаја.
За људе који не желе, или не могу, да узимају лекове редовно, депот антипсихотични препарати се могу користи за постизање контроле. Они смањују ризик од зависности у већој мери него орални лекови. Када се користе у комбинацији са психосоцијалним интервенцијама, могу побољшати дугорочно придржавање лечењу.

### Психосоцијални
Велики број психосоцијалних интервенција може бити корисни у лечењу шизофреније, укључујући: породичну терапију, поуздано лечење у оквиру заједнице, подршку у запошљавању, когнитивну ремедијацију, обучавање новим вештинама, когнитивно-бихевиоралну терапију (KBT), опипљиве економске интервенције, као и психосоцијалне интервенције код коришћења супстанци и контролу телесне тежине. Porodična terapija ili edukacija, koja se odnosi na ceo porodični sistem pojedinca, može da smanji recidive i hospitalizacije. Доказ ефикасности КБТ било у смањењу симптома или спречавању рецидива је минималан. Лечење путем уметности или драме нису довољно добро истражене.

## Прогноза
Шизофренија представља велики економски и људски утрошак. То резултира смањеним животним веком од 12–15 година, првенствено због њене повезаности са гојазношћу, смањеном физичком активношћу, и пушењем, са повећаном стопом самоубиства, што има мању улогу. Ове разлике у трајању животног века су порасле између 1970-их и 1990-их година, и период између 1990-их и прве деценије 21-вог века није ништа значајно променио у здравственом систему са отвореним приступом за негу (Финска).
Шизофренија је главни узрок инвалидитета, и са активном психозом је рангирана као треће најтеже инвалидно стање после квадриплегије и деменције, а испред параплегије и слепила. Око три четвртине људи са шизофренијом имају стални инвалидитет са рецидивима. Неки људи се потпуно опораве, а други добро функционишу у друштву. Већина људи са шизофренијом живи самостално уз подршку заједнице. Код људи са првом епизодом психозе се јавља добар дугорочни исход у 42%, средњи исход у 35% и лош исхода у 27%. Исходи шизофреније су бољи у земљама у развоју него у развијеним земљама. Међутим, ови закључци су дискутабилни. Натпросечна стопа самоубиства се повезује са шизофренијом. Наводи се као 10%, али новије студије и статистика ревидирају процену на 4,9%, а најчешће се јавља у периоду након почетка или првог пријема у болницу. Стопа је неколико пута виша (20 до 40%), за оне ко покуша самоубиство барем једном. Постоји разноврсност фактора ризика, укључујући мушки пол, депресије и високи квоцијент интелигенције.
Шизофренија и пушење се доводе у јаку везу у студијама широм света. Употреба цигарета је нарочито висока код појединаца са дијагнозом шизофреније, са проценама које се крећу од 80% до 90% оних који су редовни пушачи, у поређењу са 20% међу општом популацијом. Они који пуше теже да то чине у великој мери и штавише пуше цигарете са високим садржајем никотина. Неки докази указују да параноидна шизофренија може имати боље изгледе од других типова шизофреније у погледу самосталног живота и рада на послу.

## Епидемиологија
- нема података
- ≤ 185
- 185—197
- 197—207
- 207—218
- 218—229
- 229—240
- 240—251
- 251—262
- 262—273
- 273—284
- 284—295
- ≥ 295

Шизофренија утиче на 0,3—0,7% људи у неком тренутку њиховог живота, или 24 милиона људи широм света по подацима до 2011. Јавља се 1,4 пута чешће код мушкараца него жена и типично се појављује раније код мушкараца — ударни узраст за почетак је 20—28 година за мушкарце и 26—32 година за жене. Почетак у детињству је много ређи, као и у средњем или старијем узрасту. Упркос пословици да се шизофренија јавља по истој стопи широм света, њена учесталост варира у свету, унутар земаља како на локалном тако на нивоу суседства. Проузрокује у просеку 1% светских година живота коригованих у односу на инвалидитет. Стопа шизофреније варира и до троструке вредности у зависности од тога како се дефинише.

## Историја
Сматра се да су сведочанства о синдрому сличном шизофренији била ретка у историјским записима пре 19. века, иако су извештаји о ирационалном, неразумном или неконтролисаном понашању били уобичајени. Детаљан извештај о случају 1797. у вези са Џејмсом Тили Метјузом, и сведочанства Филипа Пинела објављена 1809. године, често се сматрају најранијим случајевима болести у медицинској и психијатријској литератури. Бенедикт Морел је први описао шизофренију као посебан синдром који погађа тинејџере и младе 1853. године, под термином démence précoce (дословно 'рана деменција'). Термин дементиа праецоx је користио Арнолд Пик 1891. године у извештају о случају психотичног поремећаја. Године 1893. Емил Крепелин је увео широку нову разлику у класификацији менталних поремећаја између dementia praecox и поремећаја расположења (који се назива манична депресија и укључује униполарну и биполарну депресију). Крепелин је веровао да је dementia praecox првенствено мождано обољење, и нарочити облик деменције, који се разликује од других облика деменције као што је Алзхеимерова болест која се типично јавља касније у животу.
Реч шизофренија — која се преводи приближно као "цепање ума" и потиче од грчког корена schizein (σχίζειν, "цепати се") и phrēn, phren- (φρήν, φρεν-, "um") — сковао је Еуген Блеулер 1908. с намером да опише раздвајање функције између личности, размишљања, памћења, и перцепције. Блеулер је описао главне симптоме као 4 А: отупели афект, аутизам, оштећена асоцијација идеја и амбиваленција. Блеулер је увидео да болест није деменција, будући да се стање неких његових пацијената побољшавало уместо погоршавало, и зато је предложио термин шизофренија. Направљен је преокрет у лечењу средином 1950-их развојем и увођењем хлорпромазина.
Раних 1970-их, дијагностички критеријуми шизофреније су били предмет разних спорова што је временом довело до оперативних критеријума који се користе данас. После САД-УК дијагностичке студије из 1971. године постало је јасно да је шизофренија дијагностикована у много већој мери у Америци него у Европи. Ово је делимично због слободнијих дијагностичких критеријума у САД, који су користили DSM-II приручник, за разлику од Европе и њеног ICD-9. Студија Дејвида Росенхана из 1972. године, објављена у часопису Science под називом "О томе како бити нормалан на ненормалном месту", закључила је да је дијагноза шизофреније у САД често била постављена субјективно и непоуздано. Ово су били неки од фактора који су довели до ревизије не само дијагнозе шизофреније, већ и читавог DSM приручника, из чега је проистекао DSM-III 1980. године.
Термин шизофренија се често погрешно разуме да значи да оболеле особе имају "подељену личност". Иако неки људи којима је постављена дијагноза шизофреније могу чути гласове и доживљавати гласове као различите личности, шизофренија не подразумева да се особа мења између више различитих личности. Забуна настаје делимично због дословног тумачења Блеулеровог термина шизофренија (Блеулер је првобитно повезао шизофренију са дисоцијацијом и укључио је подељену личност у ову категорију шизофреније). Дисоцијативни поремећај идентитета (имање "подељене личности") је често погрешно дијагностикован као шизофренија на основу слободних критеријума у DSM-II. Прва позната злоупотреба термина за означавање „подељене личности” је била у чланку песника Т. С. Елиота 1933. године.

## Друштво и култура
Године 2002. термин за шизофренију у Јапану је промењен од Seishin-Bunretsu-Byō 精神分裂病 (болест-подељеног-ума) у Tōgō-shitchō-shō 統合失調症 (поремећај интеграције) за смањивање стигме. Биопсихосоцијални модел је инспирисао нови назив; повећао је проценат пацијената који су били информисани о болести са 37% на 70% за три године.
У Сједињеним Државама, трошкови шизофреније — укључујући директне трошкове (амбулантно, болничко лечење, лекови и дугорочна нега) и трошкови који нису везани за здравствену негу (спровођење закона, смањена продуктивност на радном месту и незапосленост) — процењени су на 62,7 милијарди долара 2002. године. књига и филм Блистави ум бележи живот Џона Форбса Неша, добитника Нобелове награде за економију коме је постављена дијагноза шизофреније.
Друштвена стигма је идентификована као главна препрека за опоравак болесника са шизофренијом.

### Насиље
Појединци са тешком менталном болешћу укључујући шизофренију имају знатно већи ризик да буду жртве како насилног тако и ненасилног криминала. С друге стране, шизофренија се понекад доводи у вези са вишом стопом насилних дела, иако је за то првенствено заслужна виша стопа коришћења дроге. Стопа убистава која је везана за психозу је слична оној која је везана за злоупотребу супстанци, и паралелна са општом стопом у региону. Какву улогу има шизофренија у насиљу независно од злоупотребе дроге је спорно, али извесни аспекти историје код појединаца или менталних стања могу бити фактори.
Медијска покривеност која се односи на шизофренију тежи да се окреће око ретких али необичних насилних дела. Осим тога, у великом, репрезентативном узорку студије из 1999. године, 12,8% Американаца је веровало да постоји "велика вероватноћа" да ће појединци са шизофренијом учинити нешто насилно против других, а 48,1% је рекло да постоји "делимична вероватноћа" за то. Преко 74% је рекло да људи са шизофренијом или "нису врло способни" или да "нису уопште способни" да доносе одлуке о свом лечењу, а 70,2% је рекло исто у погледу одлучивања о управљању новцем. Према једној мета-анализи, схватање о појединцима са психозом као насилнима се више него удвостручило у преваленцији од 1950-их.